# Tetrapterys mucronata
Tetrapterys mucronata är en tvåhjärtbladig växtart som beskrevs av Antonio José Cavanilles. Tetrapterys mucronata ingår i släktet Tetrapterys och familjen Malpighiaceae. Inga underarter finns listade i Catalogue of Life.